# ミーツ・ザ・マザーズ・オブ・プリヴェンション
『ミーツ・ザ・マザーズ・オブ・プリヴェンション』（原題：Frank Zappa Meets the Mothers of Prevention）は、フランク・ザッパが1985年に発表したスタジオ・アルバム。

## 内容
本作はザッパがシンクラヴィアに傾倒した時期の作品で、「エアロビクス・イン・ボンディッジ」や「チビ・ベージュ・サンボ」は全編シンクラヴィアによって作られ、「ヨー・キャッツ」や「ホワッツ・ニュー・イン・ボルティモア?」はコンピューターの演奏と人間の生演奏の両方が取り入れられた。
1985年9月19日、ザッパはPMRCの主張により開催された上院委員会の公聴会に出席し、PMRCの推進する音楽検閲に反対した。「ポルノ・ウォーズ」は、この公聴会の録音を編集して作られた曲で、ザッパ・バンドのメンバーであるアイク・ウィリスのモノローグが追加され、また、PMRC側の発言の中から、敢えて「セックス」等の卑猥な言葉をリピートする編集も行われた。なお、ザッパの妻ゲイルはザッパの没後、PMRCの設立者で中心人物のティッパー・ゴアと親しくなるが、その一方で2010年には、1985年9月の公聴会の模様を収録したアルバム『Congress Shall Make No Law…』を発売して、「彼女（ティッパー）の悲しくて複雑な記憶を掘り起こしているのかもしれないけど、それでも私は彼女を本当に尊敬している。彼女自身がアーティストなのよ」とコメントしている。

## リリース
アメリカ盤LPは7曲入りで発売されたが、ヨーロッパ盤では「アメリカ国外のリスナーにとっては面白くない政治的な曲」という理由で「ポルノ・ウォーズ」が外され、代わりに3曲の新曲が追加された。ヨーロッパ盤LPに収録された「H.R.2911」のタイトルは、当時RIAAが導入を推進していたブランク・テープ税の正式名称に由来しており、ザッパはRIAAとPMRCが結託していると主張して両者を批判した。
後のリマスターCDは、アメリカ盤とヨーロッパ盤の内容を統合した10曲入りとなり、曲順も変更されている。

## 反響・評価
アメリカのBillboard 200では153位に達し、結果的には生前最後の全米トップ200入りとなった。オランダでは1986年3月29日付のアルバム・チャートで初登場60位となり、その後53位に達した。
François Coutureはオールミュージックにおいて5点満点中3点を付け「すぐに古臭くなってしまった政治的な作品"Porn Wars"を別とすれば、印象的な瞬間に欠ける」と評している。また、John Semleyは The A.V. Clubにおいて「フラストレーションを取り込もうとしたのだろうが、当てつけめいた自虐になってしまった、無味乾燥な論文のレコード」と評している。

## 収録曲
特記なき楽曲はフランク・ザッパ作。

### アメリカ盤LP

#### サイド1
1. "We're Turning Again" - 4:55
2. "Alien Orifice" - 4:03
3. "Yo Cats" (Frank Zappa, Tommy Mars) - 3:31
4. "What's New in Baltimore?" - 5:21

#### サイド2
1. "Little Beige Sambo" - 3:02
2. "Porn Wars" - 12:04
3. "Aerobics in Bondage" - 3:16

### ヨーロッパ盤LP

#### サイド1
1. "We're Turning Again" - 4:55
2. "Alien Orifice" - 4:03
3. "Yo Cats" (F. Zappa, T. Mars) - 3:31
4. "What's New in Baltimore?" - 5:21

#### サイド2
1. "I Don't Even Care" (F. Zappa, Johnny "Guitar" Watson) - 4:43
2. "One Man - One Vote" - 2:36
3. "H.R. 2911" - 3:35
4. "Little Beige Sambo" - 3:02
5. "Aerobics in Bondage" - 3:16

### リマスターCD
1. アイ・ドント・イーヴン・ケア ("I Don't Even Care") (F. Zappa, J. Watson) - 4:44
2. 一人一票 ("One Man, One Vote") - 2:35
3. チビ・ベージュ・サンボ ("Little Beige Sambo") - 3:02
4. エアロビクス・イン・ボンディッジ ("Aerobics in Bondage") - 3:17
5. ウィー・アー・ターニング・アゲイン ("We're Turning Again") - 4:54
6. エイリアン・オリファイス ("Alien Orifice") - 4:12
7. ヨー・キャッツ ("Yo Cats") (F. Zappa, T. Mars) - 3:34
8. ホワッツ・ニュー・イン・ボルティモア? ("What's New in Baltimore?") - 5:25
9. ポルノ・ウォーズ ("Porn Wars") - 12:02
10. H.R.2911 ("H.R. 2911") - 3:36

## 参加ミュージシャン
- フランク・ザッパ - リードギター、シンクラヴィア、ボーカル
- アイク・ウィリス - ギター、ボーカル
- レイ・ホワイト - ギター、ボーカル
- スティーヴ・ヴァイ - ギター
- ボビー・マーティン - キーボード、ボーカル
- トミー・マーズ - キーボード
- スコット・チュニス - エレクトリックベース
- チャド・ワッカーマン - ドラムス
- エド・マン - パーカッション
- ムーン・ザッパ - ボーカル
- ドゥイージル・ザッパ - ボーカル
- ジョニー・"ギター"・ワトソン - ギター、ボーカル(on "I Don't Even Care")
- アル・ゴア、ティッパー・ゴア、ジョン・ダンフォース、アーネスト・ホリングス、ポール・S・トライブル・ジュニア、ポーラ・ホーキンス、J・ジェームズ・エクストン - ボイス(on "Porn Wars")